# Gran Premio Industria e Artigianato 2019
Il Gran Premio Industria e Artigianato 2019, cinquantaduesima edizione della corsa e quarantaduesima con questa denominazione, valevole come evento dell'UCI Europe Tour 2019 categoria 1.HC e della Ciclismo Cup 2019, si svolse il 10 marzo 2019 su un percorso di 199,2 km, con partenza e arrivo a Larciano, in Italia. La vittoria fu appannaggio del tedesco Maximilian Schachmann, il quale completò il percorso in 4h40'01", precedendo gli italiani Mattia Cattaneo e Andrea Vendrame.
Sul traguardo di Larciano 90 ciclisti, su 172 partenti dalla medesima località, portarono a termine la competizione.

## Squadre e corridori partecipanti
| N.      | Cod. | Squadra                       |
| ------- | ---- | ----------------------------- |
| 1-7     | BOH  | Bora-Hansgrohe                |
| 11-17   | EF1  | EF Education First            |
| 21-27   | MOV  | Movistar Team                 |
| 31-37   | MTS  | Mitchelton-Scott              |
| 41-47   | TKA  | Team Katusha Alpecin          |
| 51-57   | UAD  | UAE Team Emirates             |
| 61-67   | GFC  | Groupama-FDJ                  |
| 71-77   | NSK  | Neri Sottoli Selle Italia KTM |
| 81-87   | ITA  | Italia                        |
| 91-97   | ANS  | Androni Giocattoli-Sidermec   |
| 101-107 | BRD  | Bardiani CSF                  |
| 111-117 | NIP  | Nippo-Vini Fantini-Faizanè    |
| 121-127 | CJR  | Caja Rural-Seguros RGA        |

| N.      | Cod. | Squadra                            |
| ------- | ---- | ---------------------------------- |
| 131-137 | DMP  | Delko Marseille Provence           |
| 141-147 | GAZ  | Gazprom-RusVelo                    |
| 151-157 | ICA  | Israel Cycling Academy             |
| 161-167 | TNN  | Team Novo Nordisk                  |
| 171-177 | PCB  | Team Arkéa-Samsic                  |
| 181-187 | RIW  | Riwal Readynez Cycling Team        |
| 191-197 | BHP  | BeltramiTSA Hopplà Petroli Firenze |
| 202-207 | BIC  | Biesse Carrera                     |
| 211-217 | CPK  | Team Colpack                       |
| 221-227 | SAN  | Sangemini-Trevigiani-MG.K Vis      |
| 231-237 | GTV  | Giotti Victoria-Palomar            |
| 241-247 | DDC  | Dimension Data for Qhubeka CT      |

## Ordine d'arrivo (Top 10)
| Pos. | Corridore         | Squadra      | Tempo    |
| ---- | ----------------- | ------------ | -------- |
| 1    | M. Schachmann     | Bora         | 4h40'01" |
| 2    | Mattia Cattaneo   | Androni      | s.t.     |
| 3    | Andrea Vendrame   | Androni      | a 14"    |
| 4    | Paolo Totò        | Sangemini    | s.t.     |
| 5    | Davide Villella   | Italia       | s.t.     |
| 6    | Giovanni Visconti | Neri Sottoli | s.t.     |
| 7    | Evgenij Šalunov   | Gazprom      | s.t.     |
| 8    | Matteo Montaguti  | Androni      | s.t.     |
| 9    | Eduard Prades     | Movistar     | s.t.     |
| 10   | Lucas Eriksson    | Riwal        | s.t.     |